# Lapidación

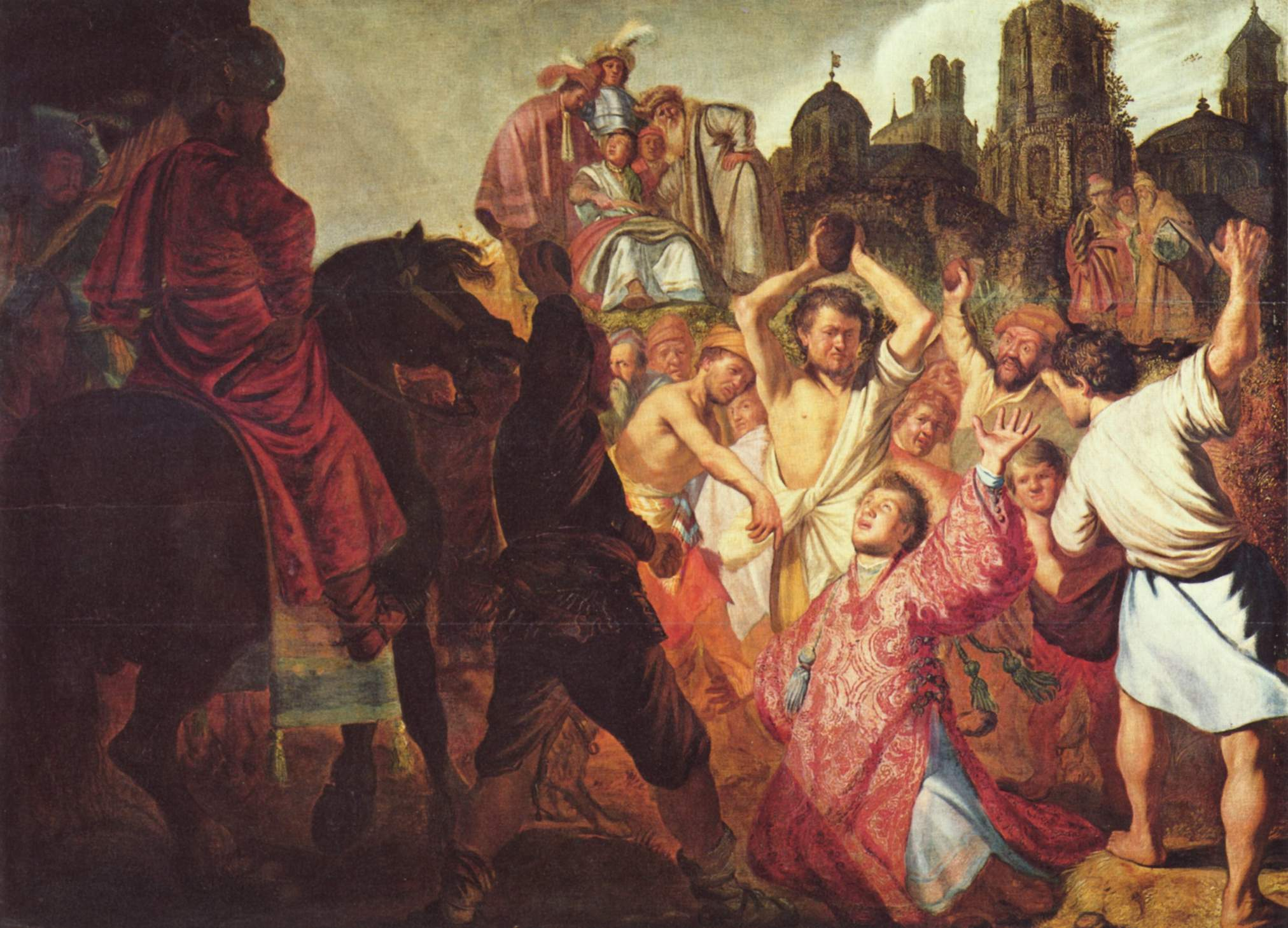
La lapidación de san Esteban, óleo de Rembrandt.

La lapidación, apedreamiento o apedreo es un medio de ejecución muy antiguo en el que los asistentes lanzan piedras contra el reo hasta matarlo. Como una persona puede soportar golpes fuertes sin perder el conocimiento, la lapidación puede producir una muerte muy lenta. Esto provoca un mayor sufrimiento en el condenado, y por ese motivo es una forma de ejecución que se abandonó progresivamente —junto con medidas como la tortura— a medida que se iban reconociendo los derechos humanos, sin embargo, sigue practicándose en algunos países.
En la actualidad, este procedimiento se practica en territorios localizados principalmente en países del credo musulmán, además de África y Asia, donde se castigan las conductas que contravienen las prescripciones legales establecidas de acuerdo a la ley islámica. 
La ejecución por lapidación suele llevarse a cabo estando el reo cubierto por completo con una tela (para así no ver los efectos), enterrado hasta el cuello o atado de algún modo; mientras una multitud de personas le arroja piedras. Esta práctica se encuentra muy extendida en países de credo islámico, especialmente en países musulmanes, llamados de corte social fanático-radical en el Occidente; como es el caso de Mali, Níger, Arabia Saudita, Sudán, norte de Nigeria, Yemen, Irak, Irán, Afganistán, Pakistán, Catar, Mauritania, Kuwait, Emiratos Árabes Unidos, Brunéi, Somalia y Malasia, también denominado fundamentalismo islámico; donde la aplicación del derecho islámico es la única ley aceptada. Castigar el adulterio con lapidación tiene distintos niveles de apoyo entre el público en el mundo musulmán, desde el 86 % de los musulmanes en Pakistán hasta el 6 % de estos en países secularizados como Albania y Bosnia.

## Lapidación en las Sagradas Escrituras

### Torá/Pentateuco
En el libro sagrado de referencia de la religión judía y en el Pentateuco (los primeros cinco libros del Antiguo Testamento) de la Biblia cristiana se ordena la lapidación en numerosos casos:
- Por tocar el monte Sinaí mientras Dios hacía entrega de los Diez Mandamientos a Moisés, Éxodo 19:9-13
- Un buey que cornea a un hombre debe ser lapidado.[3]
- Por violar el día de reposo (Sabbath).[4]
- Por entregar a un hijo al dios Moloch.[5]
- Por evocar espíritus o practicar la adivinación.[6]
- Por blasfemar contra Dios.[7]
- Idolatrar a otros dioses[8] o incitar a otros a hacerlo.[9]
- No obedecer a los propios padres.[10]
- Casarse sin ser virgen y pretendiendo serlo.[11]
- Tener relaciones sexuales un hombre y una mujer casada con otro hombre (ambos deben ser lapidados).[12]

### Nuevo testamento

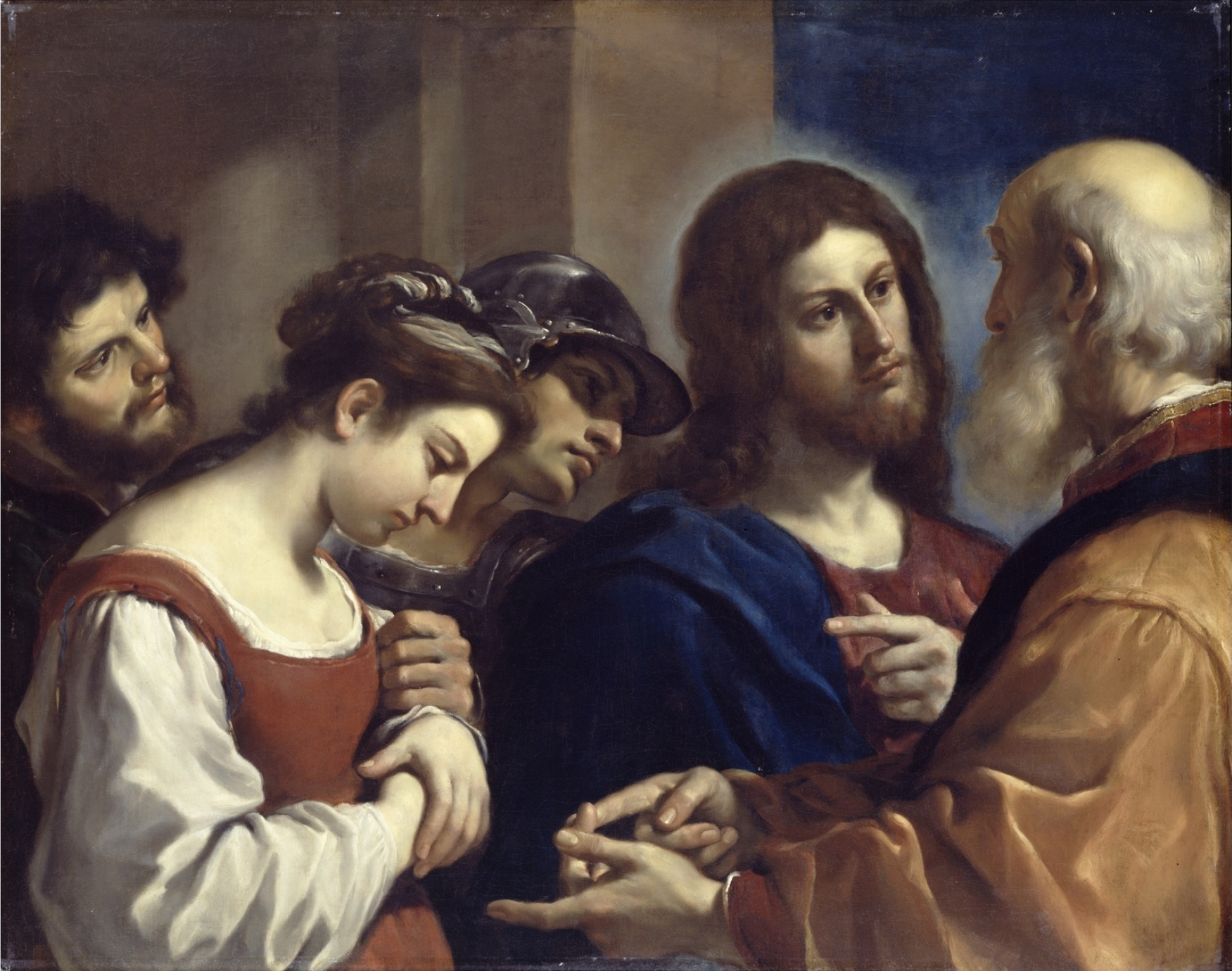
Jesús con la mujer adúltera (Guercino) 1621

En el Evangelio según Juan hay un relato de Jesús sobre esta ley. Cabe aclarar que en los primeros manuscritos no aparecía, sino sólo tres siglos después de Cristo. San Agustín de Hipona explica que era porque a veces era indebidamente excluido al interpretar erróneamente que Jesús sancionaba el adulterio.

y Jesús se fue al monte de los Olivos. Y por la mañana volvió al templo, y todo el pueblo vino a él; y sentado él, les enseñaba. Entonces los escribas y los fariseos le trajeron una mujer sorprendida en adulterio; y poniéndola en medio, le dijeron: Maestro, esta mujer ha sido sorprendida en el acto mismo de adulterio. Y en la ley nos mandó Moisés apedrear a tales mujeres.(A) Tú, pues, ¿qué dices?
Mas esto decían tentándole, para poder acusarle. Pero Jesús, inclinado hacia el suelo, escribía en tierra con el dedo. Y como insistieran en preguntarle, se enderezó y les dijo: Aquel que esté libre de pecado, que arroje la primera piedra. E inclinándose de nuevo hacia el suelo, siguió escribiendo en tierra. Pero ellos, al oír esto, acusados por su conciencia, salían uno a uno, comenzando desde los más viejos hasta los postreros; y quedó solo Jesús, y la mujer que estaba en medio.

Enderezándose Jesús, y no viendo a nadie sino a la mujer, le dijo: Mujer, ¿dónde están los que te acusaban? ¿Ninguno te condenó? Ella dijo: Ninguno, Señor. Entonces Jesús le dijo: Ni yo te condeno; vete, y no peques más.
Juan 8:1-11

## En el islam

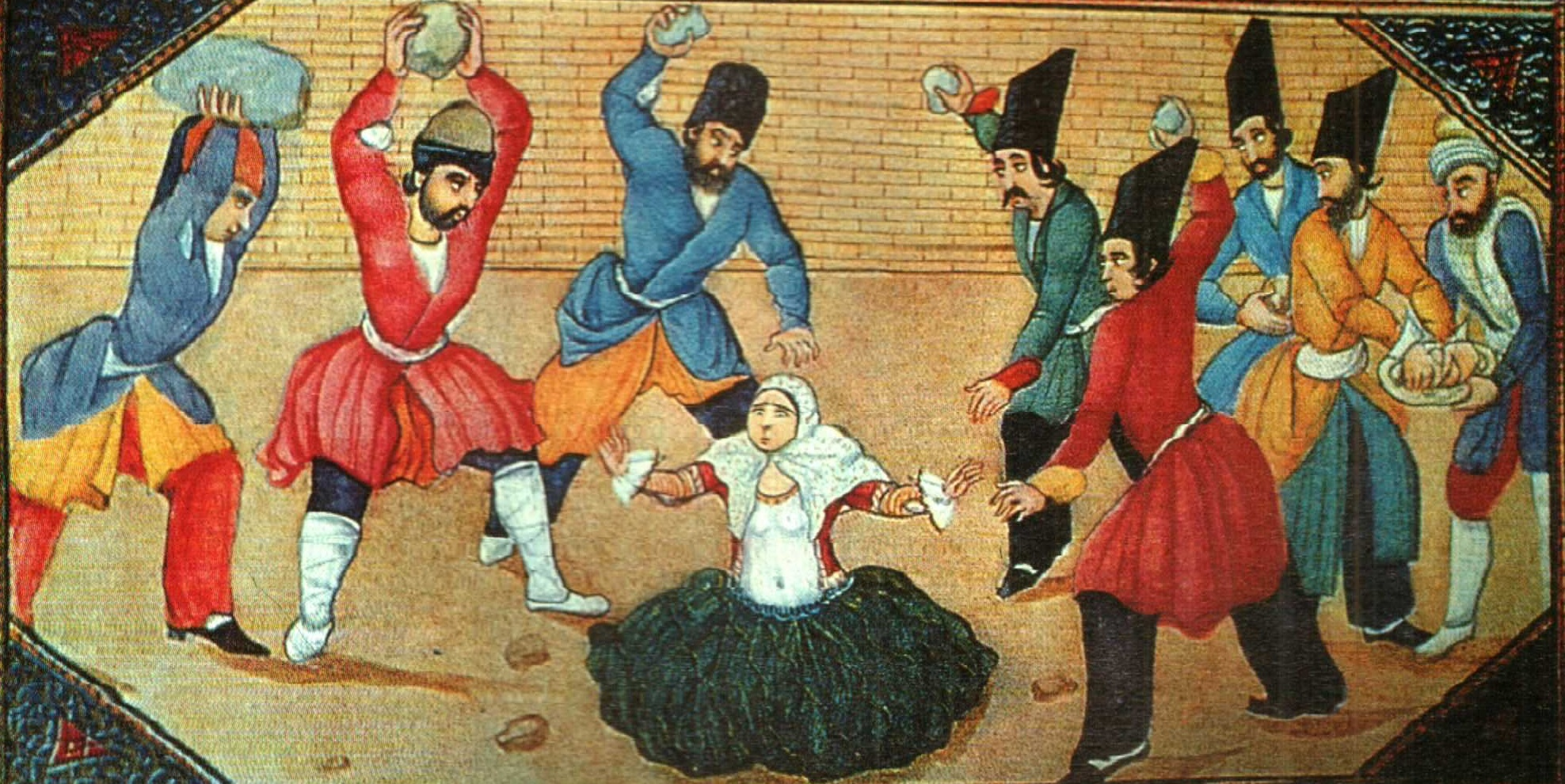
"La lapidación de una adúltera", ilustración de un manuscrito de "Las mil y una noches" de Abu'l Hasan Ghaffari o de su taller. Teherán, 1853–1857.

La ley islámica o sharia se basa en el Corán y los hadices o Sunna como fuentes primarias.

### En el Corán
Si bien la lapidación no se menciona como una forma de pena capital en el texto canónico del Corán, cabe señalar que eruditos islámicos han postulado tradicionalmente que hay un verso coránico ("Si un hombre o una mujer comete adulterio, apedreadlos ...") que fue "abrogado" textualmente pero ha conservado su peso legal.
En el texto existente del Corán, el castigo para un adúltero (Zani) soltero o adúltera (Zania) es la flagelación:

"A la fornicadora y al fornicador, dadle a cada uno de ellos cien latigazos y si creéis en Alá y en el Último Día, que no se apodere de vosotros ninguna compasión por ellos que os impida cumplir el juicio de Alá. Y que estén presentes siendo testigos de su castigo un grupo de creyentes."
 Corán 24:2

### En la Sunna
En los hadices, Mahoma ordenó la lapidación de un hombre judío casado y una mujer casada que habían cometido un acto sexual ilegal.

Narró Ibn 'Umar: Un judío y una judía fueron llevados ante el Profeta (Mahoma) bajo el cargo de cometer una relación sexual ilegal. El Profeta preguntó a los judíos: "¿Qué hacen (normalmente) con ellos?" Dijeron: "Ennegrecemos sus rostros y los deshonramos". Dijo: "Trae aquí la Torá y recítala, si eres sincero". Ellos (la buscaron y) vinieron y le pidieron a un tuerto que recitara. Continuó recitando hasta que alcanzó una parte en la que puso la mano. El Profeta dijo: "¡Levanta la mano!" Levantó la mano y he aquí que apareció el verso de Ar-Rajm (lapidación de los adúlteros hasta la muerte). Luego dijo: "¡Oh, Mahoma! Deberían ser apedreados hasta la muerte, pero ocultamos esta Ley Divina entre nosotros". Entonces el Profeta ordenó que los dos pecadores fueran apedreados hasta la muerte, y los apedrearon hasta la muerte, y vi al hombre protegiendo a la mujer de las piedras..
 Volumen 9, Libro 93, Número 633: (Ver hadiz No. 809, Vol. 8)

Narrado por 'Abdullah bin' Umar: Los judíos acudieron al Apóstol de Alá y le dijeron que un hombre y una mujer de entre ellos habían tenido relaciones sexuales ilegales. El Apóstol de Alá les dijo: "¿Qué encuentran en la Torá (Antiguo Testamento) sobre el castigo legal de Ar-Rajm (lapidación)?" Ellos respondieron: "(Pero) anunciamos su crimen y los flagelamos". Abdullah bin Salam dijo: "Estás diciendo una mentira. La Torá contiene la orden de Rajm". Trajeron la Torá, la abrieron y uno de ellos apoyó la mano en el Verso de Rajm y leyó los versos que lo preceden y lo siguen. Abdullah bin Salam le dijo:" Levanta la mano". Levantó la mano, y allí estaba escrito el Verso de Rajm. Dijeron: "Mahoma ha dicho la verdad; la Torá tiene el Verso de Rajm". El Profeta luego dio la orden de que ambos fueran apedreados hasta la muerte. ('Abdullah bin' Umar dijo: "Vi al hombre inclinado sobre la mujer para protegerla de las piedras".
Volúmen 4, Libro 56, Número 829:

En otros hadices, un hombre beduino es flagelado, mientras que una mujer judía es lapidada hasta la muerte por tener relaciones sexuales fuera del matrimonio.
La lapidación se describe como castigo en múltiples hadices. Las colecciones de hadices chiitas y sunitas difieren porque los eruditos de las dos tradiciones difieren en cuanto a la fiabilidad de los narradores y transmisores y el Imamah. Los dichos chiíes relacionados con la lapidación se pueden encontrar en Kitab al-Kafi. En cuanto a los sunitas, los hadices relacionados con la lapidación se pueden encontrar en Sahih Bukhari y Sahih Muslim. Según la Sunna, en algunos países musulmanes los adúlteros casados son condenados a muerte, mientras que las relaciones sexuales consensuales entre personas solteras dan como resultado 100 latigazos.

#### Lapidación según la jurisprudencia islámica

Un mapa que muestra los países donde la lapidación pública es una forma judicial o extrajudicial de castigo.

La lapidación (árabe: رجم  Rajm , a veces escrito como  Rajam  ') se ha discutido ampliamente en los textos de la jurisprudencia islámica de la era temprana, medieval y moderna (fiqh).
Según  jurisprudencia tradicional, la zina puede incluir adulterio (de parejas casadas), fornicación (de personas solteras), prostitución, bestialidad y violación. La clasificación de las relaciones homosexuales como zina difiere según escuela jurídica. Aunque la lapidación por zina no se menciona en el Corán (el aleya fue abrogado), todas las escuelas de jurisprudencia tradicional islámica están de acuerdo en que, según los hadices, se debe castigar con la lapidación si el infractor es muhsan (adulto, libre, musulmán y haber estado casado).  Algunos extienden este castigo a ciertos otros casos y presriben un castigo no letal en determinados casos. Según la jurisprudencia tradicional, la zina debe probarse mediante el testimonio de cuatro testigos, o una confesión repetida cuatro veces y no retractada posteriormente. La escuela jurídica de Maliki también permite que el embarazo de una mujer soltera se utilice como prueba.
De acuerdo con el concepto islámico de Li'an, el testimonio de un hombre que acusa a su propia esposa sin ningún otro testigo puede ser aceptado si jura por Alá cuatro veces que está diciendo la verdad con un quinto juramento de incurrir en la condenación de Alá si miente.
Hanafi
Los Hanafi han sostenido tradicionalmente que los testigos deben arrojar las primeras piedras en caso de que la condena haya sido provocada por testigos, y el qadi debe arrojar las primeras piedras en caso de que la condena se haya producido mediante una confesión.
Shafi'i
La literatura de la escuela Shafii tiene el mismo análisis de la ley islámica que el Hanafi. Sin embargo, recomienda que la primera piedra sea lanzada por el Imam o su adjunto en todos los casos, seguido por la comunidad de vecinos musulmanes que presencia la lapidación.
Hanbali
El jurista Hanbali Ibn Qudamah afirma: "Los juristas musulmanes son unánimes en el hecho de que la lapidación hasta la muerte es un castigo específico para el adúltero casado y la adúltera. El castigo se registra en varias tradiciones y la práctica de Mahoma se erige como una fuente auténtica que lo respalda. Este es el punto de vista sostenido por todos los Compañeros, Sucesores y otros eruditos musulmanes con la excepción del extinto, Jariyismo."
La ley islámica Hanbali condena todas las formas de sexo consensuado pero religiosamente ilegal como punibles con lapidación (Rajm).
Maliki
La escuela de jurisprudencia (fiqh) Maliki sostiene que la lapidación es el castigo requerido por las relaciones sexuales ilegales por parte de una persona casada o viuda, así como por cualquier forma de relaciones homosexuales entre hombres. Malik ibn Anas, fundador dee la escuela de jurisprudencia Maliki, considera el embarazo en una mujer soltera como una prueba concluyente de zina, por tonto castigable con lapidación. También afirmó que el embarazo impugnado también es prueba suficiente de adulterio y que cualquier mujer musulmana que esté embarazada de un hombre con el que no está casada, en el momento de quedar embarazada, debe ser lapidada hasta la muerte. Más tarde, apologistas musulmanes de la escuela Maliki admitieron el concepto de "embrión dormido", en el que una mujer divorciada podía escapar del castigo de lapidación, si permanecía soltera y quedaba embarazada en cualquier momento dentro de los cinco años posteriores a su divorcio, ya que se suponía que, en los últimos cinco años estaba embarazada de su marido anterior sin tener relaciones sexuales con el, pero el embrión permaneció inactivo durante cinco años.

### En caso de los adúlteros casados...
En cuanto a los cuatro testigos:
- No deben ser familiares ni amigos del denunciante.
- No tener motivos de simpatía ni antipatía, tampoco algo que ganar con la condena de ninguno de los dos;
- Deben ser testigos presenciales, no sirviendo un testimonio meramente circunstancial. No pueden huir ni dudar de su testimonio hasta el cumplimiento de la pena.
- Las versiones de los testigos no pueden presentar discrepancias.

Los inculpados deberán ser "descubiertos en el acto" y para mayor seguridad "es necesario que no pase un hilo entre los dos cuerpos" para asegurarse de que hubo coito.
En caso de la autoconfesión; deberá probarse que la persona está en perfectas condiciones mentales, la autoinculpación deberá repetirse 3 veces (con el suficiente tiempo entre una y otra para que cambie de estado de ánimo), si se desdice a la cuarta vez de la autoconfesión ya no tendrá validez y en caso de que el inculpado decida huir durante el acto de lapidación, le será permitido sin persecuciones o consecuencias en su acto.
En cuanto al embarazo, no es prueba de haber mantenido relaciones sexuales, ya que la mujer pudo haber sido violada, no involucrando a la mujer en esta pena.

### En caso de los adúlteros solteros...
Los requisitos de los testigos deberán ser los mismos que con los adultos casados, siendo también su inculpación y el caso de embarazo.

## Evolución en el tiempo
La práctica de la lapidación es, en realidad, proveniente de la religión judía y se introdujo en la ley islámica con el Califa Omar aduciendo que aún se encontraba el versículo en el Corán que prescribía la lluvia de piedras contra los adúlteros, pero tal versículo no existe. Así, el castigo de latigazos para los adúlteros del Corán (24:2) no ha tenido un gran cumplimiento por parte de los musulmanes.
También se encuentra documentada su práctica durante el Bajo Imperio romano. El historiador Amiano Marcelino relata que, en el siglo IV, el emperador Valentiniano I ordenaba llevar a cabo ejecuciones por lapidación.

## Estado y uso legales actuales
La lapidación es un castigo que está incluido en las leyes de algunos países, incluidos Arabia Saudita, Afganistán, Sudán, Irán, Somalia, Yemen y algunos Estados predominantemente musulmanes en el norte de Nigeria, Siria e Irak, como castigo por Zina ("adulterio por personas").
La mayoría de las víctimas de apedreamiento del mundo son mujeres, una tendencia que se puede ver claramente en Irán, donde 7 de cada 10 personas que aguardan a ser lapidadas son mujeres, según Amnistía Internacional.

"A menudo, cuando una mujer denuncia que fue violada se considera una confesión de adulterio".
Katharine De Brecht, de Amnistía Internacional.

La falta de educación y derechos legales de las mujeres contribuye a la alta cantidad de lapidaciones en la sharia. Generalmente son menos educadas que los hombres, ello debido a limitaciones en la ley islámica respecto a la educación de las niñas y como ellas no pueden (al contrario de los hombres) representarse a sí mismas en los tribunales de justicia.

"(...) en el 99% de estos casos, las mujeres acusadas no han recibido ninguna representación legal porque, bajo el sistema de la sharia, su testimonio tiene, como mucho, apenas la mitad del valor del de los hombres".
Lily Mazahery, Presidenta del Instituto de Asuntos Legales.

Uno de los pocos informes conocidos de lapidación es de Aministía Internacional, del año 1987, en el que se relata cómo quedaron bañadas en sangre y los guardias les pegaron con palas para asegurarse de que estuviesen muertas. El Código Penal iraní dice que los hombres deben ser enterrados hasta la cintura, y las mujeres hasta el pecho, y las piedras no pueden ser "lo suficientemente grandes como para matar a la persona de una o dos pedradas, ni deberán ser tan pequeñas que no puedan calificarse de piedras", lo que, según los defensores de derechos humanos, busca la muerte lenta e infligir mayor sufrimiento.
A finales de 2008 se reanudó la lapidación en Irán, sin informar el número de condenados a muerte y tampoco se informa a los abogados con 48 horas de antelación según las exigencias de la ley iraní. A comienzos de 2009, la comisión judicial iraní revisó el Código Penal y eliminó la lapidación, lo que para algunos analistas es solo por mera formalidad, no todos se vieron confiados que realmente se prohíba la lapidación. Tom Mackey de Aministía Internacional declaró "La disposición de la lapidación fue eliminada por un comité parlamentario, pero no hay ninguna garantía de que no se reinstaure antes de llegar a una votación final o que el Consejo de Guardianes, que veta legislación por conformidad a la norma islámica y a la Constitución, no insista en restablecerla".

### Brunéi
A partir del 3 de abril de 2019, cualquier musulmán declarado culpable de sexo homosexual o adulterio será apedreado hasta la muerte, de acuerdo con un nuevo código penal anunciado por Brunéi. El castigo será "presenciado por un grupo de musulmanes". Brunéi se ha convertido en el primer país del sudeste asiático que adopta oficialmente la lapidación pública como forma judicial de castigo a nivel nacional.

### Indonesia
El 14 de septiembre de 2009, el Consejo Legislativo saliente de Aceh saliente aprobó una ordenanza que legalizaba la lapidación de los adúlteros casados. Sin embargo, el entonces gobernador Irwandi Yusuf se negó a firmar el estatuto, por lo que se mantuvo como una ley sin fuerza legal y, en algunos puntos de vista, sigue siendo un "borrador" de ley, en lugar de una ley real. En marzo de 2013, el gobierno de Aceh eliminó la disposición sobre lapidación de su propio borrador de un nuevo código penal. En su lugar, en 2016 Aceh procesó 324 casos judiciales de primera instancia bajo el derecho penal islámico y llevó a cabo al menos 100 sentencias con latigazos. Los partidarios del derecho penal islámico defienden su legalidad bajo la autonomía especial otorgada a Aceh, diciendo que está amparado por la libertad de religión del pueblo de Aceh.

#### Apoyo a la lapidación por la comunidad musulmana
Una encuesta realizada por el Pew Research Center en 2013 encontró un apoyo variable en la población musulmana mundial a la lapidación como castigo por adulterio (sexo entre personas en las que al menos una persona está casada; cuando ambos participantes no están casados reciben 100 latigazos). El mayor apoyo a la lapidación se encuentra en los musulmanes de la región de Oriente Medio, Norte de África y los países del sur de Asia, mientras que en general se encuentra menos apoyo en los musulmanes que viven en los países del Mediterráneo y Asia Central, previamente comunistas. El apoyo es consistentemente mayor entre los musulmanes que quieren que la Sharia sea la ley del país que entre los musulmanes que no quieren la Sharia.
Apoyo a la lapidación en algunos países musulmanes:
Sur de AsiaEn Paquistán, el 86 % en todos los musulmanes (89 % en los musulmanes que dicen que la Sharia debería regir el país) apoyan la lapidación. En Afganistán, el apoyo es del 84 % (85 % en los musulmanes que dicen que la Sharia debería ser la ley del país) y en Bangladés del 54 %, (55 % entre los que apoyan la Sharia como ley nacional)
MENAEl apoyo a la lapidación entre la población musulmana (entre paréntesis el apoyo por los que también apoyan la imposición de la Sharia como ley nacional), es del del 81% (84%) en los Territorios Palestinos, 80% (81%) en Egipto, 65% (67%) en Jordania y 57% (58%) en Irak.
Sudeste asiáticoEl apoyo a la lapidación entre la población musulmana (entre paréntesis el apoyo por los que también apoyan la imposición de la Sharia como ley nacional),  es del 54% (60%) en Malasia, 42% (48%) en Indonesia, 44% (51%) en Tailandia.
África SubsaharianaNíger (70% de todos los musulmanes), Yibuti (67%), Mali (58%), Senegal (58%), Guinea Bissau (54%), Tanzania (45%), Ghana (42%), DR Congo (39%), Camerún (36%), Nigeria (33%).
Asia centralKirguistán 26% (39% entre los que también apoyan la Sharia), Tayikistán 25% (51% entre los que apoyan la Sharia), Azerbaiyán (16%), Turkey (9% de toda la población y 29% entre los musulanes que quieren la Sharia como ley nacional.
Europa Oriental y MeridionalRusia (13% en todos los musulmanes, 26% en los musulmanes que dicen que la sharia debería ser la ley del país),  'Kosovo'  (9% en todos los musulmanes, 25% en los musulmanes que dicen La Sharia debería ser la ley del país),  'Albania'  (6% en todos los musulmanes, 25% en los musulmanes que dicen que la Sharia debería ser la ley del país),  'Bosnia'  (6% en todos los musulmanes, el 21% en los musulmanes que dicen que la Sharia debería ser la ley del país).
Los lugares donde un número considerable de musulmanes no respondió a la pregunta de la encuesta o están indecisos sobre si apoyan la lapidación por adulterio incluyen Malasia (19% de todos los musulmanes), Kosovo (18%), Irak (14%), República Democrática del Congo ( 12%) y Tayikistán (10%).

## Casos conocidos

### Casos conocidos en la Antigüedad
- Palamedes (mitología griega), apedreado hasta la muerte por traidor.
- Hipatia (355 - marzo de 415), filósofa, astrónoma y escritora egipcio-romana, lapidada por una turba de fanáticos cristianos posiblemente instigada por san Cirilo de Alejandría (370-444).
- El Evangelio según San Juan describe en el capítulo 8 la lapidación de una mujer salvada por Jesús (tal vez una adúltera o prostituta).
- San Esteban, el más conocido caso de apedreamiento, sentenciado por blasfemia (Hechos 6:8-14; Hechos 7:58-60).

### Casos conocidos en elsigloXXI
- Mahboubeh M. and Abbas H., en el cementerio de Behest-e Zahra, en el sur de Teherán, Irán, 2006. No se invitó al público a la lapidación y el incidente no se informó a los medios de comunicación. Sin embargo, se transmitió de boca en boca a un periodista y activista por los derechos de las mujeres. El activista recopiló información y expuso aún más lo sucedido al mundo.
- Amina Lawal fue absuelta, tras ser sentenciada a morir apedreada en 2003 en Nigeria; posteriormente salvada mediante firmas, liberada y exiliada.[46] Perseguida aún por la justicia de su país. La sharia se aplica en doce estados (de 36) del norte de Nigeria desde 1999. Este código canónico islámico prescribe la lapidación.
- Jibrin Babaji, nigeriano de veintitrés años. El 23 de septiembre de 2003 (el día que se dio a conocer que la corte islámica de apelaciones absolvió a Amina Lawal), fue sentenciado a la pena de muerte por lapidación como culpable de sodomía.[47]
- Du’a Khalil Aswad, apedreada en el Kurdistán iraquí el 2007 con diecisiete años, tras enamorarse de un joven de otra religión.[48]
- Jaffar Kiani, apedreado hasta la muerte por cometer adulterio en Irán en julio de 2007.[49]
- El 27 de octubre de 2008 se lapidó en Kismaayo, Somalia, a Aisha Ibrahim Duhulow de trece años de edad (la cual los medios informaron que tenía veintitrés años por su aspecto físico), acusada legalmente de adulterio cuando ella había denunciado una violación. Fue asesinada por cincuenta hombres y un millar de espectadores. Según Aministía Internacional, al ser desenterrada se comprobó que continuaba con vida y la volvieron a enterrar para continuar con la lapidación. Desde la muerte de la pequeña, varios grupos de personas huyeron de la ciudad con el temor de correr la misma suerte.[50]
- El 29 de julio de 2012 en Aguelhok, Malí, el grupo Ansar Dine, que controla el norte del país, condenó a lapidación a una pareja bajo la acusación de adulterio, por vivir juntos sin estar casados, ante la presencia de unas doscientas personas.[51] La pareja tenía dos hijos, uno de seis meses y vivían en el campo pero fueron llevados a la ciudad para la sentencia.[52]
- El 13 de mayo de 2012 se condenó a muerte por lapidación en Sudán a Intisar Sharif Abdallah, de veinte años, por adulterio, pese a que el juicio se desarrolló en árabe, idioma que ella no dominaba, y que no tuvo acceso a un abogado. Amnistía Internacional fue quien realizó la denuncia el 30 de mayo. La mujer se encontraba presa junto a su hijo de cuatro meses, sus otros dos hijos se encontraban bajo custodia de sus familiares.[53][54] La joven finalmente quedó en libertad.[55]
- En octubre de 2014, una mujer fue lapidada por su padre en Siria por presunto adulterio.[56]
- Una mujer afgana de 19 años en la provincia central de Ghor fue lapidada en octubre de 2015 por presunto adulterio.[57][58]
- Farkhunda Malikzada, acusada de quemar el Corán y lapidada en el 2015.[59]

Si bien es difícil saber el número de lapidaciones anuales en el mundo islámico, datos oficiales de Irán dan cuenta de unas 150 personas lapidades entre 1980 y 2009 por adulterio y/o homosexualidad. En occidente, al tener los musulmanes prohibida la lapidación de momento, se recurre al crimen de honor en su lugar.

## Derechos humanos

### Derechos LGBT
La lapidación también se aplica a los homosexuales y otras personas que tienen relaciones con personas del mismo sexo en determinadas jurisdicciones. En Mauritania, áreas controladas por Hausas y Fulanis en el norte de Nigeria, Somalia, Brunéi, y Yemen, el castigo legal para la sodomía es la muerte por lapidación.

### Derecho a la vida privada
Las organizaciones de derechos humanos argumentan que muchos actos criminalizados con la lapidación no deberían ni siquiera ser ilegales, ya que prohibirlos interfiere con el derecho de las personas a la vida privada. Amnistía Internacional dijo que la lapidación se aplica a "actos que nunca deberían ser criminalizados, incluidas las relaciones sexuales consensuales entre adultos y la elección de la religión".